# ダイワスチール
ダイワスチールは、かつて存在したスクラップ（鉄屑）を原料とし電気炉を用いて鉄鋼製品を製造する、電気炉メーカーと呼ばれる鉄鋼メーカーである。
岡山県倉敷市の水島事業所と埼玉県三郷市の東部事業所の2工場を有していた。
2012年4月、JFEスチールグループの電炉事業統合に伴い、同じくJFEスチール傘下である東北スチール、豊平製鋼とともに、JFE条鋼に吸収合併された。
| スタブアイコン | サブスタブ | この項目は、まだ閲覧者の調べものの参照としては役立たない、企業に関連した書きかけの項目です。この項目を加筆・訂正などしてくださる協力者を求めています（PJ:経済）。 |